# Tuffi ai III Giochi panamericani
Le competizioni di tuffi ai III Giochi panamericani si sono svolte a Chicago, negli Stati Uniti d'America, dal 27 agosto al 7 settembre 1959.

## Risultati

### Uomini
| Evento                     | Oro            | Perform. | Argento       | Perform. | Bronzo         | Perform. |
| Trampolino 3m (dettagli)   | Gary Tobian    |          | Sam Hall      |          | Robert Webster |          |
| Piattaforma 10m (dettagli) | Álvaro Gaxiola |          | Donald Harper |          | Juan Botella   |          |

### Donne
| Evento                     | Oro              | Perform. | Argento           | Perform. | Bronzo              | Perform. |
| Trampolino 3m (dettagli)   | Paula Myers-Pope |          | Jean Lenzi        |          | Barbara Sue Gilders |          |
| Piattaforma 10m (dettagli) | Paula Myers-Pope |          | Juno Stover-Irwin |          | Tahiea Sparling     |          |

## Medagliere
| Posizione | Nazione     | Oro | Argento | Bronzo | Totale |
| --------- | ----------- | --- | ------- | ------ | ------ |
| 1         | Stati Uniti | 3   | 4       | 3      | 10     |
| 2         | Messico     | 1   | 0       | 1      | 2      |
| Totale    | Totale      | 4   | 4       | 4      | 12     |